# Rehundido de la plata
El rehundido de la plata es una técnica de trabajo de este metal que se desarrolló en el Virreinato del Perú en la que empleando el punzón y el formomcillo se ahonda la superficie desde afuera, de modo algo similar a la técnica del rechazado, pero generalmente sin alcanzar la enérgica profundidad del rehundido.
Esta técnica se sigue empleando en la actualidad por los plateros del Perú.